# اینورتر

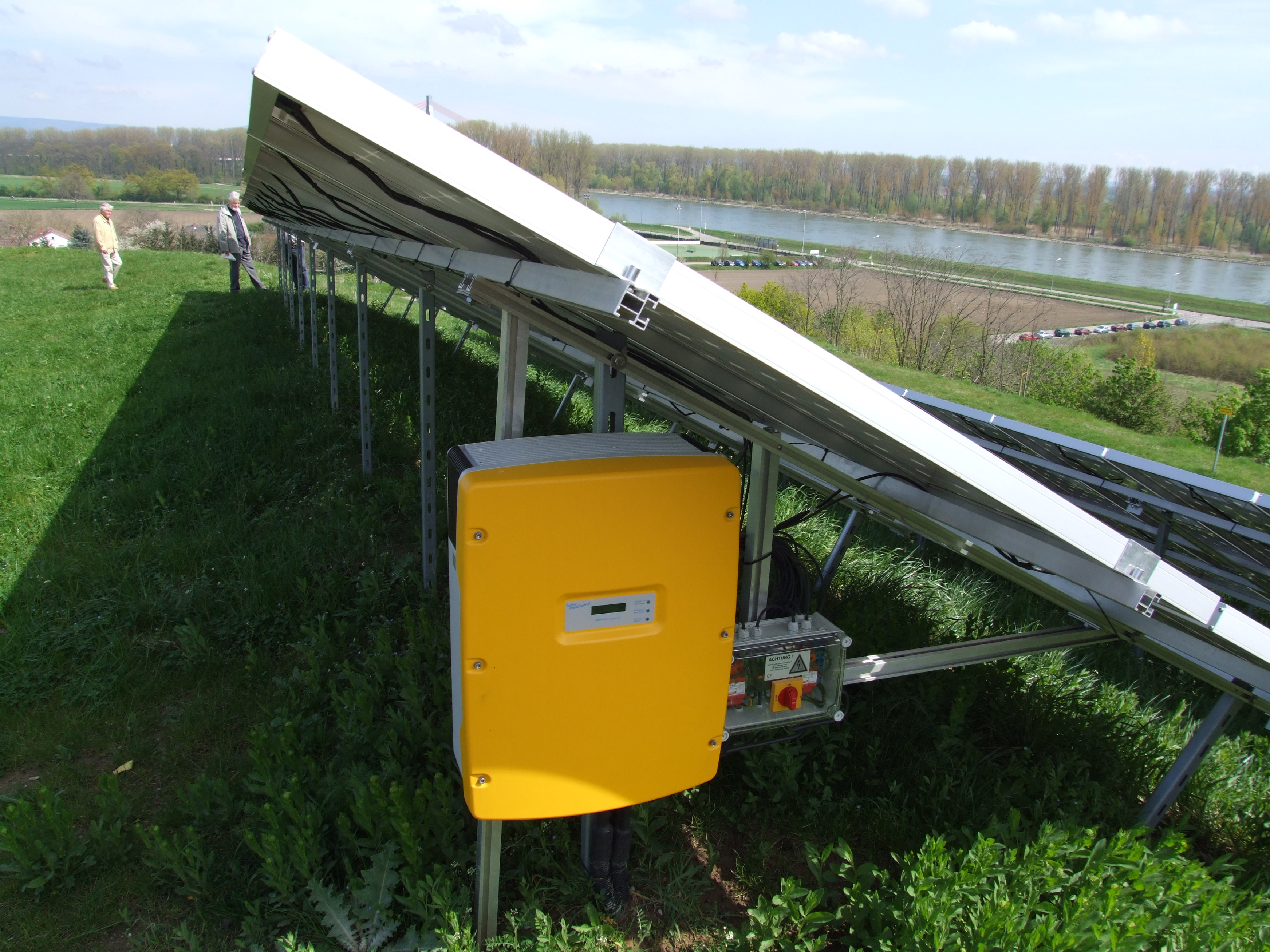
یک اینورتر که در کنار صفحه‌های خورشیدی کار گذاشته شده‌است.

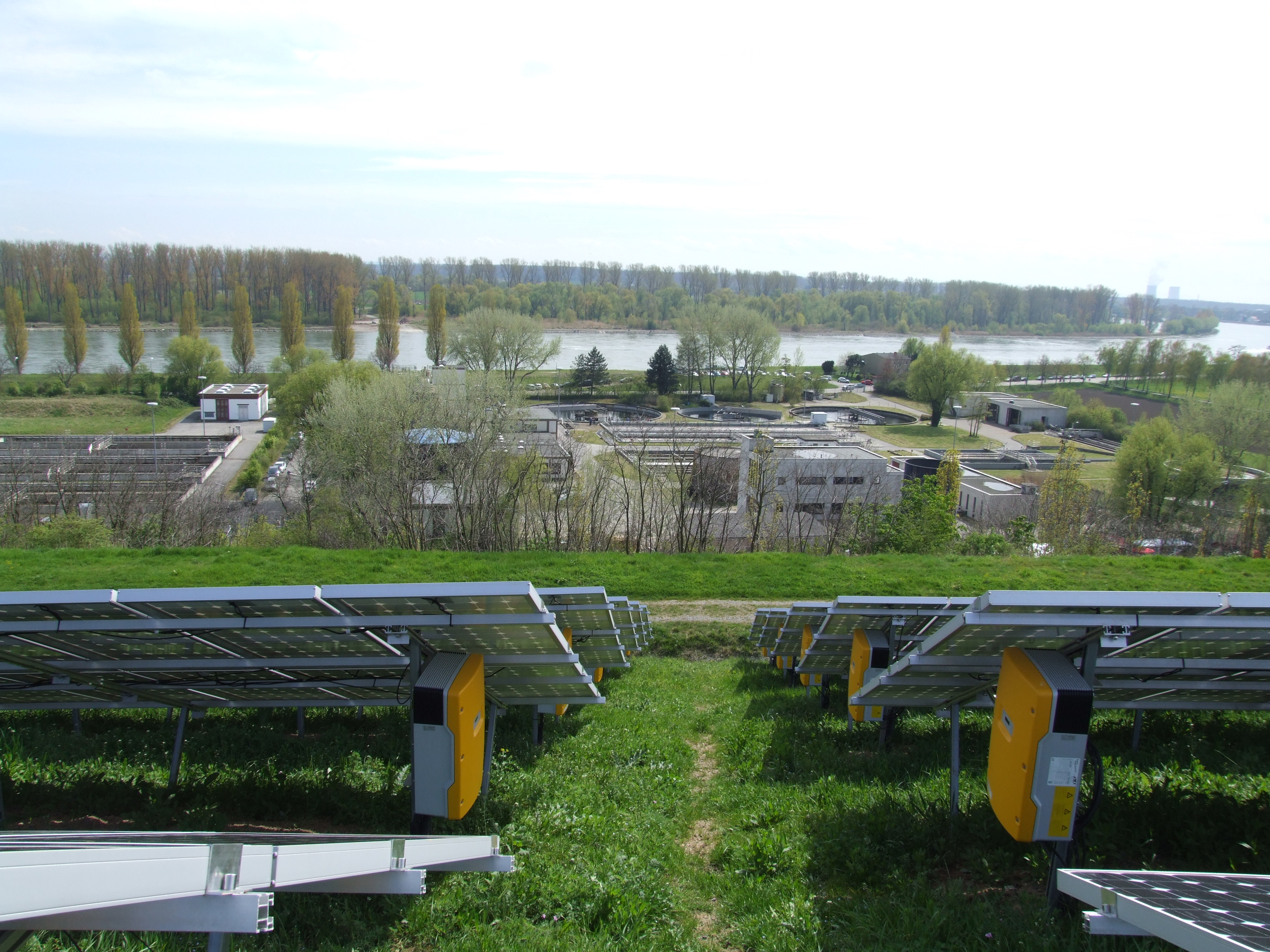
نمایی از صفحه‌های خورشیدی همراه با اینورترهای آنها.

اینوِرتِر یا وارون‌گر یا مبدل جریان مستقیم به متناوب (به انگلیسی: Inverter) یک دستگاه الکترونیک قدرت است که جریان مستقیم را به جریان متناوب تبدیل می‌کند. فرکانس و ولتاژ خروجی اینورتر معمولاً قابل تغییر است.
به برخی کنترل‌کننده‌های دور (سرعت) و راه‌انداز موتورهای الکتریکی جریان متناوب که فرکانس و ولتاژ خروجی‌شان، هم‌زمان تغییر می‌کند هم اینورتر یا راه‌انداز فرکانس متغیر (به انگلیسی: Variable Frequency Drive, VFD) گفته می‌شود. در خروجی آن‌ها، نسبت ولتاژ به فرکانس ثابت است؛ اگر نه، کار موتور دچار اختلال می‌شود.
امروزه خروجی اینورترها به شکل PWM است، که با فیلتر، به موج سینوسی تبدیل می‌شود. اینورترها، تک‌فاز یا سه‌فاز هستند. در واقع، کار اینورتر، برعکس کار یکسوکننده است.
اینورترها قطعه متحرک ندارند و کاربرد فراوان دارند؛ مثلاً از آن‌ها در تولید جریان AC از منابع DC مانند صفحه‌های خورشیدی یا باتری و دستگاه جوش اینورتری استفاده می‌شود. بدون اینورترها، پیاده‌سازی خودروهای برقی گستردگی امروزی را نمی‌داشت.
کاربرد دیگر اینورترها، کنترل سرعت موتورهای جریان متناوب است، بی‌آن‌که توان و گشتاور موتور کاهش یابد. اینورترها در ظرفیت‌های مختلف ساخته می‌شوند؛ مثلاً برای یک موتور با توان ۲۰ اسب بخار باید از اینورتر ۲۰ اسب بخار استفاده کرد. اینورترها در توان بیش‌از ۳ اسب بخار، سه‌فاز هستند.
برخی از اینورترها در توان کم دارای هشداری بر استفاده‌نشدن برای لامپ‌های فلورسنت هستند، زیرا این لامپ‌ها خازن تصحیح توان دارند.
کاهش مصرف انرژی و هزینه برق، کاهش جریان راه‌اندازی (به انگلیسی: Inrush Current) و افزایش عمر موتور، کنترل دور (سرعت) و جهت چرخش موتور، حفاظت در برابر اضافه‌بار، راه‌اندازی موتور با ولتاژ متغیر از برتری‌های استفاده از اینورتر هستند. اینورتر می‌تواند بار موتور را تشخیص داده و متناسب با آن، به موتور جریان بدهد که این جریان، اغلب، از جریان نامی موتور کمتر است.

## نسبت ولتاژ به فرکانس خروجی، V/f
تغییر هم‌زمان ولتاژ و فرکانس خروجی اینورتر، به‌گونه‌ای‌که نسبت آن‌ها ثابت بماند، مهم است؛ زیرا از اشباع مغناطیسی هسته موتور که باعث اتلاف توان و داغ‌شدن موتور می‌شود، جلو می‌گیرد.

## ویژگی و کاربردها
1. تنظیم سرعت موتور (کنترل دور)
2. تغییر جهت چرخش موتور، بی‌نیاز از کنتاکتور
3. روشن و خاموش کردن موتور بدون نیاز به قطع و وصل منبع اصلی
4. کاهش ضربه‌های مکانیکی و در نتیجه افزایش عمر موتور
5. جلوگیری از آسیب‌دیدن موتور در اثر افزایش ولتاژ
6. حذف اضافه‌جریانِ راه‌اندازی موتور (در اکثر کاربردها)
7. باعث کاهش مصرف انرژی می‌شود.